# Мхово (Мазовецьке воєводство)
Мхово (пол. Mchowo) — село в Польщі, у гміні Пшасниш Пшасниського повіту Мазовецького воєводства.
Населення — 408 осіб (2011).
У 1975-1998 роках село належало до Остроленцького воєводства.

## Демографія
Демографічна структура станом на 31 березня 2011 року:
|          | Загалом | Допрацездатний вік | Працездатний вік | Постпрацездатний вік |
| -------- | ------- | ------------------ | ---------------- | -------------------- |
| Чоловіки | 213     | 61                 | 134              | 18                   |
| Жінки    | 195     | 50                 | 110              | 35                   |
| Разом    | 408     | 111                | 244              | 53                   |